# علی صادقیان
علی صادقیان (انگلیسی: Ali Sadeghian) هنرپیشه، خواننده، موسیقدان و ترانه‌سرا ایرانی-سوئدی است
وی متولد شهر تهران است و از ۱۹۸۴ ساکن کشور سوئد می‌باشد